# Your Forma
Your Forma (em japonês: ユア・フォルマ, hepburn: Yua Foruma) é uma série japonesa de light novels escrita por Mareho Kikuishi e ilustrada por Tsubata Nozaki. Sua publicação iniciou sob a ASCII Media Works, com impressão da Dengeki Bunko, em março de 2021. Até abril de 2025, sete volumes já foram lançados. Uma adaptação em mangá, ilustrada por Yoshinori Kisaragi, foi serializada pela revista Young Ace, da Kadokawa Shoten, de junho de 2021 a setembro de 2023, com seus capítulos individuais compilados em três volumes. Uma série de televisão de anime produzida pelo Geno Studio foi ao ar de abril a junho de 2025.

## Sinopse
Em um 2023 alternativo, "Your Forma", uma milagrosa tecnologia inicialmente desenvolvida para tratar uma pandemia de encefalite viral que abalou o mundo duas décadas antes, tornou-se indispensável para a vida cotidiana. No entanto, esses dispositivos de informação implantados no cérebro, consistentes em um "fio inteligente", apresentam a desvantagem invasiva de registrar cada visão, som e até mesmo emoção vivenciados por seus usuários. Nesse contexto, detetives especiais, denominados cyber-inspetores, conseguem mergulhar nas memórias das pessoas por meio do "Your Forma" para investigar e desvendar crimes.
Para a genial cyber-inspetora Echika Hieda, mergulhar nas memórias das pessoas através do "Your Forma" e procurar evidências para solucionar os crimes mais complexos faz parte do seu trabalho diário. O problema é que ela é tão boa no que faz que seus assistentes têm seus cérebros fritados ao tentarem acompanhá-la. Depois de internar múltiplos assistentes no hospital, seus superiores finalmente decidem designar a ela um assistente que consiga acompanhá-la: um amicus (androide) brilhante e alegre chamado Harold W. Lucraft. A dupla improvável precisa aprender a confiar um no outro para resolver os casos impossíveis que lhes são apresentados.

## Personagens
Echika Hieda (エチカ・ヒエダ)
Voz por: Kana Hanazawa (PV, anime)
Harold W. Lucraft (ハロルド・W・ルークラフト, Harorudo W. Rūkurafuto)
Voz por: Kensho Ono (PV, anime)
Bigga (ビガ, Biga)
Voz por: Nao Tōyama
Totoki (トトキ)
Voz por: Aya Endō
Fokine (フォーキン, Fōkin)
Voz por: Nobuhiko Okamoto
Darya (ダリヤ, Dariya)
Voz por: Ayaka Nanase
Lexie (レクシー, Rekushī)
Voz por: Chiwa Saitō
Benno (ベンノ)
Voz por: Yū Hayashi
Kuprian Valentinovich Napolov (ナポロフ, Naporofu)
Voz por: Koichi Yamadera
Kazimir Matinovich Szubin (シュビン, Shubin)
Voz por: Tomokazu Sugita
Sozon A. Chernov (ソゾン, Sozon)
Voz por: Jun Fukuyama
Raissa Germaine Robin (ライザ, Raiza)
Voz por: Hisako Tōjō

## Mídias

### Light novel
Escrita por Mareho Kikuishi e ilustrada por Tsubata Nozaki, a publicação da série iniciou sob a ASCII Media Works, com impressão da Dengeki Bunko, em 10 de março de 2021. Até abril de 2025, sete volumes já foram lançados.

#### Volumes
| N.º | Data de lançamento     | ISBN              |
| --- | ---------------------- | ----------------- |
| 1   | 10 de março de 2021    | 978-4-04-913686-9 |
| 2   | 10 de junho de 2021    | 978-4-04-913687-6 |
| 3   | 10 de novembro de 2021 | 978-4-04-914001-9 |
| 4   | 8 de abril de 2022     | 978-4-04-914152-8 |
| 5   | 9 de dezembro de 2022  | 978-4-04-914678-3 |
| 6   | 10 de agosto de 2023   | 978-4-04-915136-7 |
| 7   | 10 de abril de 2025    | 978-4-04-915504-4 |

### Mangá
Uma adaptação em mangá, ilustrada por Yoshinori Kisaragi, foi serializada através da revista Young Ace de 4 de junho de 2021 a 4 de setembro de 2023. Kadoka Shoten publicou os capítulos individuais em três volumes de tankōbon.
| N.º | Data de lançamento     | ISBN              |
| --- | ---------------------- | ----------------- |
| 1   | 9 de novembro de 2021  | 978-4-04-111922-8 |
| 2   | 28 de dezembro de 2023 | 978-4-04-113163-3 |
| 3   | 28 de dezembro de 2023 | 978-4-04-113164-0 |

### Anime
Uma adaptação em série de televisão de anime foi anunciada durante evento do 30º aniversário da Dengeki Bunko em 15 de julho de 2023. Foi produzida pela Twin Engine, animada pelo Geno Studio e dirigida por Takaharu Ozaki, com Kazuyuki Fudeyasu administrando a composição da série. A série foi ao ar de 2 de abril a 25 de junho de 2025 na programação inédita IMAnimation W da TV Asahi e suas afiliadas. O tema de abertura é "Gridout", interpretada por Yama, enquanto o tema de encerramento é "Neo-Luddite" (ネオラダイト), interpretada por 9Lana. A Remow licenciou a série para streaming através da Samsung TV Plus na América do Norte, bem como pela Animation Digital Network na Europa, no Oriente Médio e na África, e pela Anime Onegai na América Latina. Na França, a série foi distribuída pela Prime Video.

#### Episódios
| N.º | Título | Dirigido por                 | Roteiro por         | Exibição original   |
| --- | --- | ---------------------------- | ------------------- | ------------------- |
| 1   | "Mechanical Friends Amicus Robots" Transliteração: "Kikai Shikake no Yūjin" (em japonês: 機械仕掛けの友人) | Takaharu Ozaki               | Takaharu Ozaki      | 2 de abril de 2025  |
| 2   | "A Black Box" Transliteração: "Burakku Bokkusu" (em japonês: ブラックボックス)                             | Daisuke Shimamura            | Takaharu Ozaki      | 9 de abril de 2025  |
| 3   | "Pursuit" Transliteração: "Tsuiseki" (em japonês: 追跡)                                                    | Kaoru Suzuki                 | Kaoru Suzuki        | 16 de abril de 2025 |
| 4   | "Regret" Transliteração: "Kōkai" (em japonês: 後悔)                                                        | Takeru Ogiwara               | Takeru Ogiwara      | 23 de abril de 2025 |
| 5   | "Persona" Transliteração: "Kamen" (em japonês: 仮面)                                                       | Yukio Kuroda                 | Katsumi Terahigashi | 30 de abril de 2025 |
| 6   | "Father and Daughter" Transliteração: "Chichi to Ko" (em japonês: 父と娘)                                  | Yūma Imura                   | Hiromitsu Kanazawa  | 7 de maio de 2025   |
| 7   | "Flower of Fire" Transliteração: "Hi no Hana" (em japonês: 火の花)                                         | Atsuji Tanizawa              | Goichi Iwahata      | 14 de maio de 2025  |
| 8   | "Fiction" Transliteração: "Kyokou" (em japonês: 虚構)                                                      | Daisuke Shimamura            | Daisuke Shimamura   | 21 de maio de 2025  |
| 9   | "The Nightmare of Petersburg" Transliteração: "Peteruburuku no Akumu" (em japonês: ペテルブルクの悪夢)     | Takaharu Ozaki               | Takaharu Ozaki      | 28 de maio de 2025  |
| 10  | "Footsteps of the Nightmare" Transliteração: "Akumu no Kutsuoto" (em japonês: 悪夢の靴音)                  | Yukio Kuroda                 | Hiromitsu Kanazawa  | 4 de junho de 2025  |
| 11  | "Replay of the Nightmare" Transliteração: "Akumu no Saien" (em japonês: 悪夢の再演)                        | Atsuji Tanizawa e Akira Toba | Goichi Iwahata      | 11 de junho de 2025 |
| 12  | "Manifestation of the Nightmare" Transliteração: "Akumu no Kengen" (em japonês: 悪夢の顕現)                | Daisuke Shimamura            | Daisuke Shimamura   | 18 de junho de 2025 |
| 13  | "Dawn of the Nightmare" Transliteração: "Akumu no Yoake" (em japonês: 悪夢の夜明け)                        | ASA                          | ASA                 | 25 de junho de 2025 |

## Recepção
A série ganhou o grande prêmio no 27º Dengeki Novel Prize em 2021. Na edição de 2022 do guidebook Kono Light Novel ga Sugoi!, a série foi classificada na 18ª posição da categoria de trabalhos inéditos.
Chiriuchi Taniguchi da Real Sound elogiou os protagonistas e seu relacionamento, bem como o enredo e o cenário da série. Demelza da Anime UK News aclamou os personagens e a história, comparando-a com Psycho-Pass.